# Sonaty Misteryjne

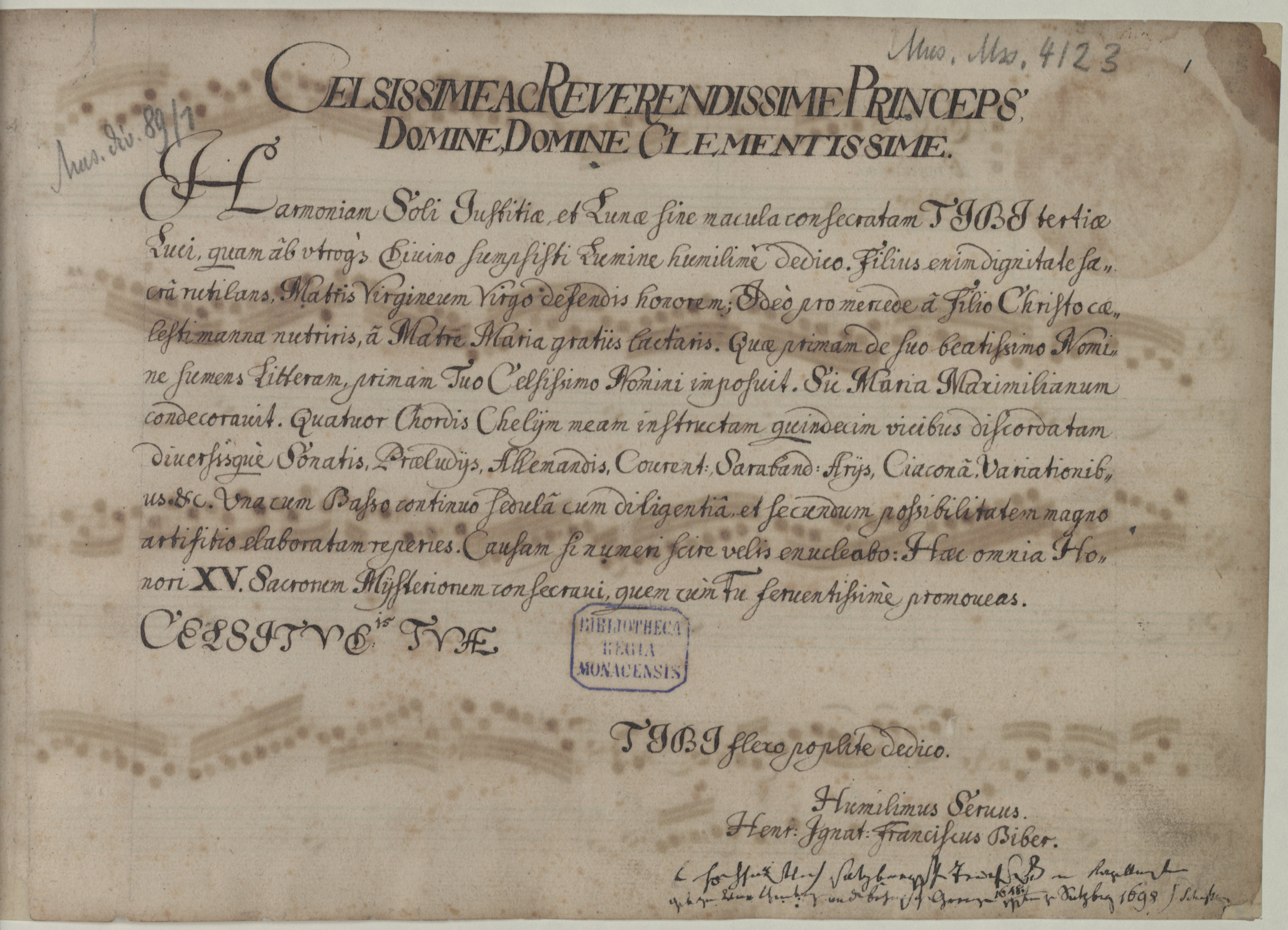
Strona z dedykacją w rękopisie Sonat Misteryjnych

Sonaty misteryjne lub Sonaty różańcowe oraz Passagalia na skrzypce i basso continuo – cykl sonat Heinricha Ignaza Franza Bibera.
Cykl obejmuje 15 sonat na skrzypce solo i basso continuo oraz Passagalii skomponowanych przez Heinricha Ignaza Franza von Bibera w 1676 roku.

## Historia
Biber po opuszczeniu Ołomuńca, gdzie pracował dla księcia von Eggenberga, wstąpił w 1670 roku na służbę Księcia Arcybiskupa Salzburga. Książę Arcybiskup był zagorzałym zwolennikiem katolickiego kultu różańcowego. Sonaty zostały skomponowane na odbywające się w październiku nabożeństwa różańcowe. 

## Utwory
Cykl sonat obejmuje 15 utworów odpowiednio od życia Jezusa do koronacji Marii Dziewicy. 
Zbiór kończy Passacaglia na skrzypce solo. 

### Pięć Tajemnic Radosnych(Sonaty I-V)
Sonata I Zwiastowanie NMP
- 1. Praeludium
- 2. Aria i wariacje
- 3. Adagio
- 4. Finale

Sonata II Nawiedzenie św. Elżbiety
- 1. Sonata
- 2. Allamanda
- 3. Presto

Sonata III Narodzenie Pana Jezusa
- 1. Sonata
- 2. Courente
- 3. Double
- 4. Adagio

Sonata IV Ofiarowanie Jezusa w Świątyni
- Ciacona

Sonata V Odnalezienie Jezusa w Świątyni
- 1. Praeludium
- 2. Allamanda
- 3. Guigue
- 4. Sarabanda
- 5. Double

### Pięć Tajemnic Bolesnych(Sonaty VI-X)
Sonata VI Modlitwa Jezusa w Ogrójcu
- 1. Lamento
- 2. (Aria)
- 3. Adagio

Sonata VII Biczowanie Jezusa
- 1. Allamanda
- 2. Variatio
- 3. Sarabanda
- 4. Variatio

Sonata VIII Ukoronowanie Jezusa cierniem
- 1. Sonata
- 2. Presto
- 3. Guigue
- 4. Double I
- 5. Double II

Sonata IX Droga krzyżowa
- 1. Sonata
- 2. Courente
- 3. Double I
- 4. Double II
- 5. Finale

Sonata X Ukrzyżowanie
- 1. Praeludium
- 2. Aria
- 3. Variatio 1-2
- 4. Variatio 3 (Adagio)
- 5. Variatio 4-5

### Pięć Tajemnic Chwalebnych (Sonaty XI-XV)
Sonata XI Zmartwychwstanie Jezusa
- 1. Sonata
- 2. Surrexit Christus hodie
- 3. Adagio

Sonata XII  Wniebowstąpienie Jezusa
- 1. Intrada
- 2. Aria tubicinum
- 3. Allamanda
- 4. Courente
- 5. Double

Sonata XIII Zesłanie Ducha Świętego
- 1. Sonata
- 2. Gavotte
- 3. Guigue
- 4. Sarabanda

Sonata XIV Wniebowzięcie NMP
- 1. (Praeludium)
- 2. Ciaccona (Aria)
- 3. (Guigue)

Sonata XV Ukoronowanie NMP na Królową Nieba i Ziemi
- 1. Sonata
- 2. Aria
- 3. Canzona
- 4. Sarabanda
- 5. Double

## Nagrania
Cykl Sonat misteryjnych Heinricha Ignaza Franza von Bibera występuje często w repertuarze wybitnych skrzypków specjalizujących się w interpretacji muzyki dawnej na instrumentach historycznych (barokowych). Do wybitnych nagrań całego cyklu należą m.in.:
- Andrew Manze, Richard Egarr, Harmonia Mundi, 2 CD, HMU 907321.22
- John Holloway, David Moroney, Tragicomedia, Virgin, 2 CD, 724356206229
- Reinhard Goebel, Archiv, 2 CD, 431 656-2